# Aedes muroafeete
Aedes muroafeete är en tvåvingeart som beskrevs av Huang 1997. Aedes muroafeete ingår i släktet Aedes och familjen stickmyggor. Inga underarter finns listade i Catalogue of Life.